# Bisdom Macerata-Tolentino-Recanati-Cingoli-Treia
Het bisdom Macerata-Tolentino-Recanati-Cingoli-Treia (Latijn: Dioecesis Maceratensis-Tolentina-Recinetensis-Cingulana-Treiensis, Italiaans: Diocesi di Macerata-Tolentino-Recanati-Cingoli-Treia) is een bisdom van de Rooms-Katholieke Kerk in Italië.
Het bisdom ontstond in 1986 als een fusie van de bisdommen Osimo en Cingoli, Recanati en San Severino. Het bisdom is suffragaan aan het aartsbisdom Fermo. De kathedrale kerk en de bisschoppelijke zetel bevinden zich in Marcerata, in de provincie van gelijke naam, in de regio Marche. Nevenkathedralen bevinden zich in de overige samenstellende delen van het bisdom.
Het bisdom heeft anno 2013 ongeveer 140.000 inwoners waarvan bijna 98% behoort tot de Katholieke Kerk. Zij worden in 67 parochies bediend door 82 priesters. Ook zijn er verschillende broeder- en zustercongregaties binnen het bisdom. Sinds 2007 was Claudio Giuliodori bisschop van Macerata-Tolentino-Recanati-Cingoli-Treia. Hij werd in 2014 opgevolgd door Nazzareno Marconi.

De kathedraal van Macerata, zetel van het bisdom
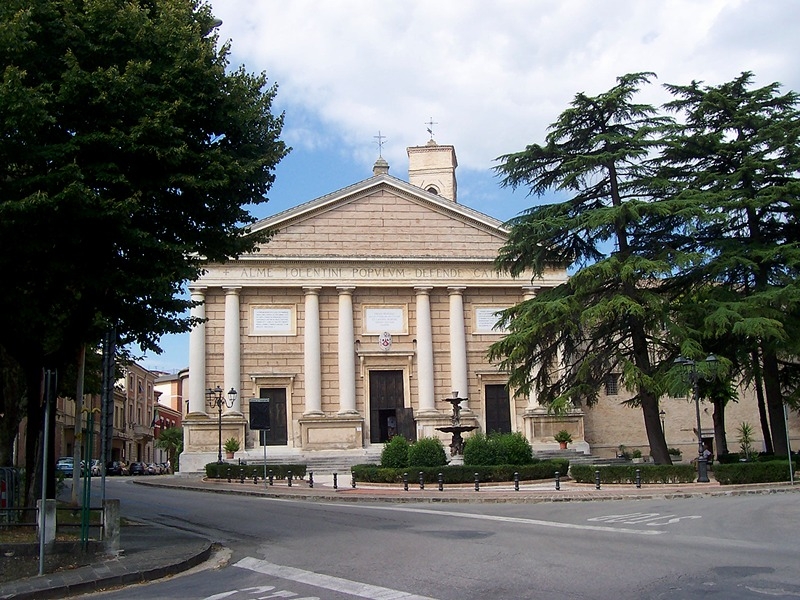
Cokathedraal van Tolentino

Fermo (aartsbisdom) · Camerino-San Severino Marche (aartsbisdom) · Ascoli Piceno · Macerata-Tolentino-Recanati-Cingoli-Treia · San Benedetto del Tronto-Ripatransone-Montalto